# Eva Pawlata

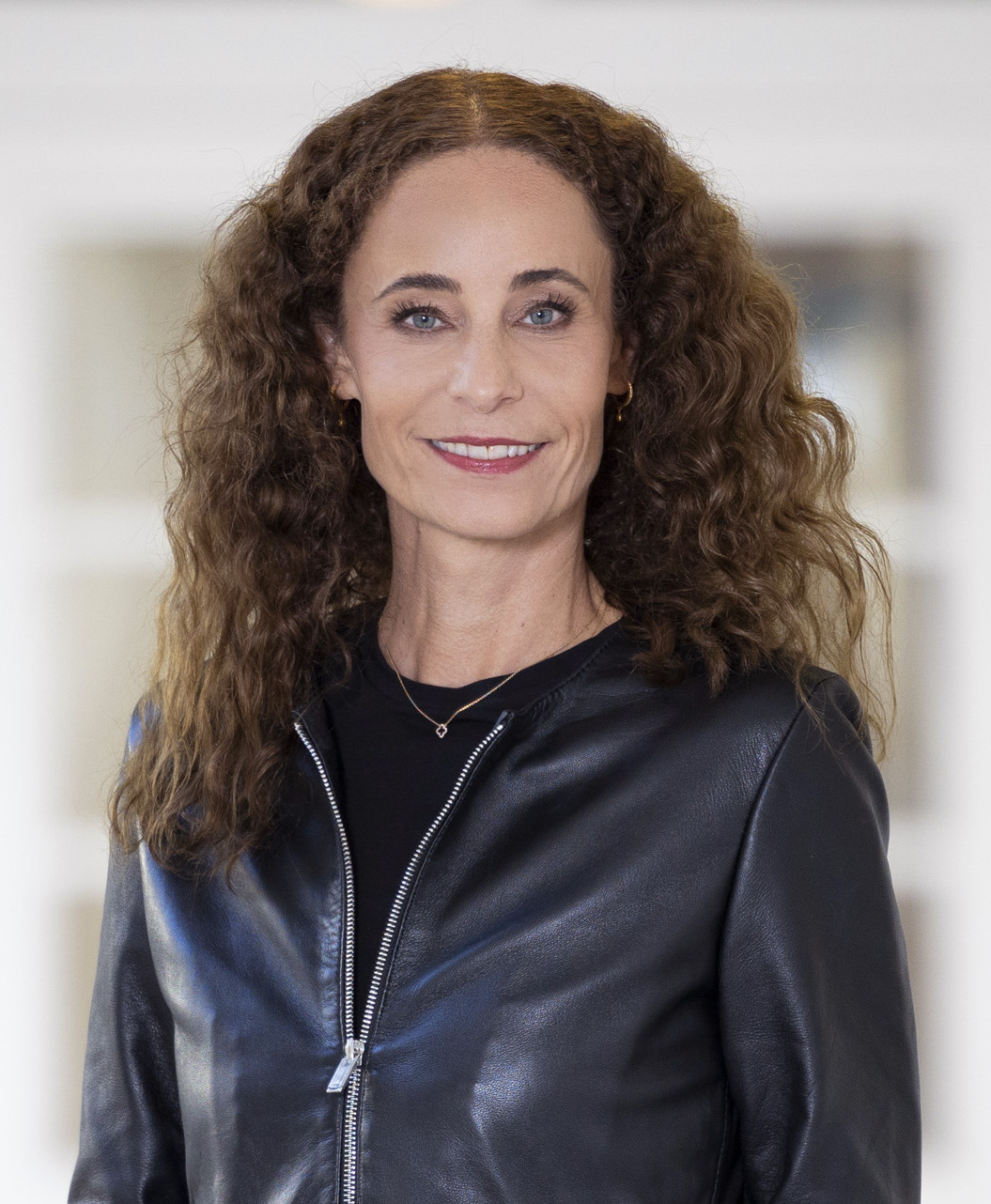
Eva Pawlata (2022)

Eva Pawlata (* 10. Februar 1976) ist eine österreichische Politikerin der Sozialdemokratischen Partei Österreichs (SPÖ). Seit dem 25. Oktober 2022 ist sie Tiroler Landesrätin in der Landesregierung Mattle.

## Leben
Eva Pawlata begann nach der Matura 1995 ein Studium der Rechtswissenschaften an der Universität Innsbruck, das sie 2004 als Magister iuris mit einer Diplomarbeit zum Thema Möglichkeiten der Abwehr naturgegebener Liegenschaftseinwirkungen abschloss. 2004/05 absolvierte sie das Gerichtspraktikum am Oberlandesgericht Innsbruck, 2006/07 folgte ein Doktoratsstudium der Rechtswissenschaften an der Universität Innsbruck.
Von 2006 bis 2022 war sie am Gewaltschutzzentrum Tirol tätig, dessen Geschäftsführerin sie 2016 wurde. In dieser Funktion war sie auch im Vorstand des Vereines für Gewaltprävention, Opferhilfe und Opferschutz Tirol. Als Leiterin des Gewaltschutzzentrums folgte ihr ihre bisherige Stellvertreterin Andrea Laske nach.
Von Februar bis Oktober 2022 gehörte sie dem Gemeinderat der Marktgemeinde Rum unter Bürgermeister Josef Karbon (Team Bgm. Karbon, SPÖ + Parteifreie) an. In der Landesregierung Mattle ist sie seit dem 25. Oktober 2022 als Landesrätin für die Bereiche Soziales, Inklusion sowie Frauen zuständig.

## Privates
Pawlata lebt in Rum.